# Tournedos-sur-Seine
Tournedos-sur-Seine era una comuna francesa situada en el departamento de Eure, de la región de Normandía, que el 1 de enero de 2018 pasó a ser una comuna delegada de la comuna nueva de Porte-de-Seine al fusionarse con la comuna de Porte-Joie.

## Demografía
| Gráfica de evolución demográfica de Tournedos-sur-Seine entre 1800 y 2015 |
|                                                                           |

Los datos demográficos contemplados en este gráfico de la comuna de Tournedos-sur-Seine se han cogido de 1800 a 1999 de la página francesa EHESS/Cassini, y los demás datos de la página del INSEE.